# Pallavolo Modena 2008-2009
Questa voce raccoglie le informazioni riguardanti la Pallavolo Modena nelle competizioni ufficiali della stagione 2008-2009.

## Stagione
La stagione 2008-09 è per la Pallavolo Modena, sponsorizzata dalla Trenkwalder, la quarantunesima in Serie A1: in panchina viene inizialmente confermato come allenatore Andrea Giani, sostituito poi a stagione in corso da Emanuele Zanini, mentre la rosa viene modificata con l'innesto al palleggio di Dragan Travica e dei centrali Wytze Kooistra e David Lee; lasciano la squadra i brasiliani Ricardo Garcia e André Nascimento, oltre ad André Heller e Fabio Donadio.
Il campionato inizia con una sconfitta per 3-0 ad opera della Gabeca Pallavolo: tuttavia la società modenese riesce a vincere le due gare successive contro il Sempre Volley ed il BluVolley Verona; dopo cinque stop consecutivi, la vittoria ritorna alla nona giornata, contro la Callipo Sport, per 3-1: nelle ultime quattro giornate del girone di andata il club raccoglie due successi e due sconfitte, che lo portano al decimo posto in classifica, posizione non utile per qualificarsi alla Coppa Italia. Anche il girone di ritorno si apre con una sconfitta, due vittorie e poi quattro stop consecutivi: il resto della regular season è caratterizzato da un'alternanza tra risultati positivi e negativi, che portano a confermare, al termine del campionato, la decima posizione in classifica, che impedisce alla Pallavolo Modena di partecipare ai play-off scudetto.

## Organigramma societario
Area direttiva
- Presidente: Giulio Grani
- Vicepresidente: Gianpietro Peia (dal 10 marzo 2009)
- Direttore generale: Bruno Da Re (dal 10 marzo 2009), Gianpietro Peia, Leonardo Caponi
- Amministrazione: Anna Incerti

Area organizzativa
- Team manager: Stefani Reggiani
- Segreteria generale: Luca Rigolon

Area tecnica
- Allenatore: Andrea Giani (fino al 16 dicembre 2008), Emanuele Zanini (dal 16 dicembre 2008)
- Allenatore in seconda: Andrea Tomasini
- Scout man: Francesco Vecchi
- Responsabile settore giovanile: Rodolfo Giovenzana, Andrea Nannini

Area comunicazione
- Ufficio stampa: Filippo Marelli
- Responsabile palasport: Piergiorgio Turrini

Area marketing
- Ufficio marketing: Valentina Buttini, Johnny Poppi, Luca Righi

Area sanitaria
- Staff medico: Alessandro Cristani, Ennio Gallo
- Medico: Luigi Tarallo (dal 9 novembre 2008)
- Preparatore atletico: Giovanni Miale
- Fisioterapista: Gianluca Castellari

## Rosa
| N° | Nome               | Ruolo | Data di nascita   | Nazionalità sportiva |
| -- | ------------------ | ----- | ----------------- | -------------------- |
| 1  | David Lee          | C     | 8 marzo 1982      | Stati Uniti          |
| 2  | Edoardo Ciabattini | L     | 18 settembre 1989 | Italia               |
| 3  | Luca Tencati       | C     | 16 marzo 1979     | Italia               |
| 5  | Wytze Kooistra     | C     | 3 giugno 1982     | Paesi Bassi          |
| 6  | Pietro Rinaldi     | L     | 26 marzo 1972     | Italia               |
| 7  | Ángel Dennis       | S/O   | 13 giugno 1977    | Italia               |
| 8  | Andrea Sartoretti  | S     | 19 giugno 1971    | Italia               |
| 9  | Sidnei dos Santos  | C     | 9 luglio 1982     | Brasile              |
| 11 | Tomislav Šmuc      | P     | 23 giugno 1976    | Slovenia             |
| 12 | Dragan Travica     | P     | 28 luglio 1986    | Italia               |
| 14 | Mark Siebeck       | S     | 14 ottobre 1975   | Germania             |
| 15 | Murilo Endres      | S     | 3 maggio 1981     | Brasile              |
| 16 | Filippo Pagni      | C     | 3 maggio 1984     | Italia               |
| 18 | Alessandro Bartoli | S     | 4 settembre 1989  | Italia               |
| 18 | Cristian Casoli    | S     | 27 gennaio 1975   | Italia               |

## Mercato
| Acquisti | Acquisti           | Acquisti         | Acquisti   |
| R.       | Nome               | da               | Modalità   |
| -------- | ------------------ | ---------------- | ---------- |
| S        | Cristian Casoli    | Iskra Samara     | definitivo |
| L        | Edoardo Ciabattini | Lupi Santa Croce | definitivo |
| C        | Wytze Kooistra     | M. Roma          | definitivo |
| C        | David Lee          | Halkbank         | definitivo |
| S        | Mark Siebeck       | Halkbank         | definitivo |
| P        | Dragan Travica     | Sparkling Milano | definitivo |

| Cessioni | Cessioni         | Cessioni          | Cessioni   |
| R.       | Nome             | a                 | Modalità   |
| -------- | ---------------- | ----------------- | ---------- |
| S        | Matteo Bertoli   | La Fenice Isernia | definitivo |
| L        | Fabio Donadio    | Quaderni          | definitivo |
| P        | Ricardo Garcia   | Treviso           | definitivo |
| C        | André Heller     | Minas             | definitivo |
| P        | Dāvis Krūmiņš    | Cavriago          | definitivo |
| S/O      | André Nascimento | Minas             | definitivo |
| P        | Fabio Soli       | Sir Safety        | definitivo |

## Risultati

### Serie A1

#### Girone di andata
| 1ª giornata - 29 settembre 2008 PalaGeorge, Montichiari           | Gabeca           | 3 - 0 | Modena        | 25-22, 25-22, 25-19               |
| 2ª giornata - 5 ottobre 2008 PalaPanini, Modena                   | Modena           | 3 - 0 | Sempre Padova | 34-32, 25-22, 25-17               |
| 3ª giornata - 12 ottobre 2008 PalaOlimpia, Verona                 | BluVolley Verona | 2 - 3 | Modena        | 25-18, 25-23, 22-25, 25-27, 7-15  |
| 4ª giornata - 18 ottobre 2008 PalaPanini, Modena                  | Modena           | 2 - 3 | Treviso       | 20-25, 25-19, 20-25, 25-23, 11-15 |
| 5ª giornata - 26 ottobre 2008 PalaBanca, Piacenza                 | Piacenza         | 3 - 0 | Modena        | 25-19, 25-23, 25-18               |
| 6ª giornata - 2 novembre 2008 PalaBreBanca, Cuneo                 | Piemonte         | 3 - 0 | Modena        | 25-18, 25-23, 25-21               |
| 7ª giornata - 9 novembre 2008 PalaPanini, Modena                  | Modena           | 2 - 3 | Trentino      | 25-23, 13-25, 25-20, 24-26, 11-15 |
| 8ª giornata - 17 novembre 2008 PalaMaggetti, Roseto degli Abruzzi | Pineto           | 3 - 0 | Modena        | 25-19, 25-18, 25-22               |
| 9ª giornata - 23 novembre 2008 PalaPanini, Modena                 | Modena           | 3 - 1 | Callipo       | 19-25, 27-25, 25-19, 25-21        |
| 10ª giornata - 30 novembre 2008 PalaWojtyla, Martina Franca       | Prisma Taranto   | 3 - 1 | Modena        | 22-25, 25-17, 25-23, 25-22        |
| 11ª giornata - 6 dicembre 2008 PalaPanini, Modena                 | Modena           | 3 - 2 | Lube          | 25-19, 25-22, 19-25, 18-25, 18-16 |
| 12ª giornata - 14 dicembre 2008 PalaPanini, Modena                | Modena           | 1 - 3 | Forlì         | 22-25, 16-25, 25-21, 20-25        |
| 13ª giornata - 21 dicembre 2008 PalaEvangelisti, Perugia          | Perugia          | 1 - 3 | Modena        | 22-25, 17-25, 25-23, 18-25        |

#### Girone di ritorno
| 14ª giornata - 28 dicembre 2008 PalaPanini, Modena          | Modena        | 1 - 3 | Gabeca           | 20-25, 20-25, 25-21, 15-25        |
| 15ª giornata - 3 gennaio 2009 PalaFabris, Padova            | Sempre Padova | 1 - 3 | Modena           | 14-25, 25-17, 17-25, 23-25        |
| 16ª giornata - 6 gennaio 2009 PalaPanini, Modena            | Modena        | 3 - 1 | BluVolley Verona | 18-25, 25-23, 25-23, 25-17        |
| 17ª giornata - 10 gennaio 2009 PalaVerde, Villorba          | Treviso       | 3 - 0 | Modena           | 25-20, 25-19, 25-18               |
| 18ª giornata - 18 gennaio 2009 PalaPanini, Modena           | Modena        | 1 - 3 | Piacenza         | 25-20, 20-25, 21-25, 21-25        |
| 19ª giornata - 25 gennaio 2009 PalaPanini, Modena           | Modena        | 2 - 3 | Piemonte         | 25-18, 25-15, 21-25, 23-25, 12-15 |
| 20ª giornata - 8 febbraio 2009 PalaTrento, Trento           | Trentino      | 3 - 0 | Modena           | 25-17, 25-23, 25-22               |
| 21ª giornata - 15 febbraio 2009 PalaPanini, Modena          | Modena        | 3 - 0 | Pineto           | 25-21, 26-24, 25-22               |
| 22ª giornata - 22 febbraio 2009 PalaValentia, Vibo Valentia | Callipo       | 3 - 0 | Modena           | 25-23, 25-19, 25-20               |
| 23ª giornata - 1º marzo 2009 PalaPanini, Modena             | Modena        | 3 - 2 | Prisma Taranto   | 25-21, 15-25, 25-20, 23-25, 15-13 |
| 24ª giornata - 8 marzo 2009 PalaFontescodella, Macerata     | Lube          | 3 - 0 | Modena           | 25-19, 25-17, 25-20               |
| 25ª giornata - 15 marzo 2009 PalaGalassi, Forlì             | Forlì         | 0 - 3 | Modena           | 17-25, 28-30, 23-25               |
| 26ª giornata - 22 marzo 2009 PalaPanini, Modena             | Modena        | 3 - 0 | Perugia          | 25-23, 25-22, 25-16               |

## Statistiche

### Statistiche di squadra
| Competizione | Punti | In casa | In casa | In casa | In trasferta | In trasferta | In trasferta | Totale | Totale | Totale |
| Competizione | Punti | G       | V       | P       | G            | V            | P            | G      | V      | P      |
| ------------ | ----- | ------- | ------- | ------- | ------------ | ------------ | ------------ | ------ | ------ | ------ |
| Serie A1     | 33    | 13      | 7       | 6       | 13           | 4            | 9            | 26     | 11     | 15     |
| Totale       | -     | 13      | 7       | 6       | 13           | 4            | 9            | 26     | 11     | 15     |

G = partite giocate; V = partite vinte; P = partite perse

### Statistiche dei giocatori
| Giocatore     | Serie A1 | Serie A1 | Serie A1 | Serie A1 | Serie A1 | Totale | Totale | Totale | Totale | Totale |
| Giocatore     | P        | PT       | AV       | MV       | BV       | P      | PT     | AV     | MV     | BV     |
| ------------- | -------- | -------- | -------- | -------- | -------- | ------ | ------ | ------ | ------ | ------ |
| A. Bartali    | -        | -        | -        | -        | -        | -      | -      | -      | -      | -      |
| C. Casoli     | 12       | 71       | 57       | 9        | 5        | 12     | 71     | 57     | 9      | 5      |
| E. Ciabattini | 5        | -        | -        | -        | -        | 5      | -      | -      | -      | -      |
| Á. Dennis     | 23       | 318      | 259      | 18       | 21       | 23     | 318    | 259    | 18     | 21     |
| S. dos Santos | 26       | 248      | 158      | 72       | 18       | 26     | 248    | 158    | 72     | 18     |
| M. Endres     | 15       | 174      | 153      | 13       | 8        | 15     | 174    | 153    | 13     | 8      |
| W. Kooistra   | 25       | 323      | 265      | 31       | 27       | 25     | 323    | 265    | 31     | 27     |
| D. Lee        | 20       | 89       | 50       | 33       | 6        | 20     | 89     | 50     | 33     | 6      |
| F. Pagni      | 5        | 0        | 0        | 0        | 0        | 5      | 0      | 0      | 0      | 0      |
| P. Rinaldi    | 21       | -        | -        | -        | -        | 21     | -      | -      | -      | -      |
| A. Sartoretti | 25       | 136      | 103      | 13       | 20       | 25     | 136    | 103    | 13     | 20     |
| M. Siebeck    | 21       | 58       | 45       | 3        | 10       | 21     | 58     | 45     | 3      | 10     |
| T. Šmuc       | 18       | 8        | 5        | 2        | 1        | 18     | 8      | 5      | 2      | 1      |
| L. Tencati    | 22       | 57       | 38       | 19       | 0        | 22     | 57     | 38     | 19     | 0      |
| D. Travica    | 26       | 49       | 15       | 19       | 15       | 26     | 49     | 15     | 19     | 15     |

P = presenze; PT = punti totali; AV = attacchi vincenti; MV = muri vincenti; BV = battute vincenti